# Santa Cruz, Llanera
Santa Cruz är en ort i Spanien.   Den ligger i provinsen Province of Asturias och regionen Asturien, i den norra delen av landet, 400 km nordväst om huvudstaden Madrid. Santa Cruz ligger 256 meter över havet och antalet invånare är 13 776.
Terrängen runt Santa Cruz är lite kuperad. Runt Santa Cruz är det ganska tätbefolkat, med 144 invånare per kvadratkilometer. Närmaste större samhälle är Avilés, 10,3 km norr om Santa Cruz. Omgivningarna runt Santa Cruz är en mosaik av jordbruksmark och naturlig växtlighet.